# Субстрат (біологія)
Субстрат (лат. substratum основа, фундамент) — термін у біології, що має декілька значень.
- мінеральна або органічного походження основа, до якої прикріплені нерухомі організми (для деяких організмів може слугувати й поживним середовищем, наприклад, для рослин);
- опорний елемент зовнішнього середовища (наприклад, ґрунт водойми для організмів бентосу);
- речовина, на яку діє фермент (у біохімії).